# Claude Ollier
Pour l'homme politique homonyme, voir Claude Ollier (homme politique).
Claude Ollier est un écrivain français né le 17 décembre 1922 à Paris 14e et mort au Port-Marly le 18 octobre 2014,. Il fut un temps lié au Nouveau Roman.

## Biographie
Claude Ollier naît à Paris dans le 14e arrondissement et réside dans le 17e arrondissement. Son père est assureur.
Il effectue ses études secondaires au lycée Carnot et passe son baccalauréat en 1940 à Montluçon, avant d'intégrer HEC où il étudie le droit et le commerce.
En 1947, il participe au Congrès mondial de la Jeunesse démocratique à Prague. Il s'engage dans la construction d’une ligne de chemin de fer en Bulgarie. Trois ans plus tard, il part pour le Maroc où il devient fonctionnaire de l’administration chérifienne dans le Haut-Atlas, puis à Casablanca.
En 1955, obtenant une mise en disponibilité, il rentre à Paris et commence à écrire un premier roman. En 1958, il publie La Mise en scène (éditions de Minuit) pour lequel il est lauréat du premier prix Médicis. La même année, il doit reprendre ses fonctions en Afrique du Nord. Mais il démissionne rapidement afin de se consacrer entièrement à l’écriture.
En 1960, il compte au nombre des signataires du Manifeste des 121 sous-titré « Déclaration sur le droit à l’insoumission dans la guerre d’Algérie ».
Après s'être illustré dans le mouvement du Nouveau Roman, il développe une œuvre originale, imprégnée de son expérience propre.

## Œuvre
L’œuvre est marquée d'une empreinte d'étrangeté nourrie par une attention aux langues et aux cultures du Maghreb, mais l'écriture se situe à l'opposé de l'exotisme et des images touristiques, et la langue est métissée de timbres et de rythmes différents.
- 1958 : La Mise en scène, prix Médicis, Minuit. Rééd. Flammarion, 1982
- 1961 : Le Maintien de l'ordre, Gallimard. Rééd. Flammarion, 1988
- 1963 : Été indien, Minuit. Réed. Flammarion, coll. « Textes »  (ISBN 9782080643629)
- 1967 : Navettes, Gallimard
- 1967 : L'Échec de Nolan, Gallimard. Réed. P.O.L., 2004
- 1968 : Réseau de blets rhizomes, gravures de Bernard Dufour
- 1968 : Luberon, gravures de Claude Garanjoud
- 1968 : La Relève, dessins de Roberto Matta
- 1972 : La Vie sur Epsilon, Gallimard
- 1973 : Enigma, Gallimard  (ISBN 9782070285389). Réed. P.O.L., 1995
- 1973 : Our ou vingt ans après, Gallimard  (ISBN 9782070291359). Réed. P.O.L., 1996
- 1975 : Fuzzy sets, U.G.E - 10/18. Réed. P.O.L., 1997
- 1980 : Marrakch Medine, Flammarion. Prix France Culture
- 1981 : Nébules, Flammarion, coll. « Textes »  (ISBN 9782080643636)
- 1981 : Souvenirs Écran, Galllimard, coll. « Cahiers du cinéma »  (ISBN 9782070240180)
- 1982 : Mon double à Malacca, Flammarion, coll. « Textes »  (ISBN 9782080644831). Réed. P.O.L., 2001
- 1984 : Cahiers d'écolier (Journal, 1950-1960)
- 1984 : Les Preuves écrites, estampes de René Bonargent
- 1985 : Fables sous rêve (Journal, 1960-1970)
- 1987 : L'Ailleurs le soir, bois de Catherine Marchadour
- 1988 : Mesures de nuit, empreintes de Claude Garanjoud
- 1986 : Une histoire illisible, Flammarion, 260 pages  (ISBN 978-2-08-0649485)
- 1988 : Déconnection, Flammarion,  (ISBN 2080662430). Réed. , P.O.L., 1999 (sous le titre Oscuration)
- 1989 : Les Liens d'espace (Journal, 1970-1980)
- 1990 : Feuilleton
- 1991 : Du fond des âges, eaux-fortes de François Fiedler
- 1992 : Truquage en amont
- 1995 : Outback ou l'arrière-monde , P.O.L.
- 1996 : Cité de mémoire, entretien avec Alexis Pelletier, P.O.L.
- 1997 : Aberration, P.O.L.
- 1997 : Des événements entre œil et toile, encres de Claude Garanjoud
- 1998 : Missing, P.O.L.
- 1999 : Obscuration (Déconnection), POL, (réédition renommée de Déconnection, paru en 1988)  (ISBN 2867446422)
- 2000 : Wanderlust et les Oxycèdres, P.O.L.
- 2000 : Quartz, gravures d'Éliane Kirscher
- 2001 : Préhistoire, P.O.L.
- 2002 : Navettes, P.O.L.
- 2002 : Niellures, P.O.L.
- 2003 : Réminiscence (Journal, 1980-1990), P.O.L.
- 2004 : Qatastrophe, P.O.L.
- 2007 : Wert et la vie sans fin, P.O.L.
- 2009 : Cahier des fleurs et des fracas, P.O.L.
- 2009 : Hors-Champ (Journal, 1990-2000), P.O.L.
- 2011 : Simulacre (Journal, 2000-2009), P.O.L.
- 2013 : Cinq contes fantastiques, P.O.L.

- 2020 : Ce soir à Marienbad et autres chroniques cinématographiques, Les impressions nouvelles

### Sous le pseudonyme de Sandy Jude Walker
(Écrit avec Dominique Vaugeois)
- L'Encrier de sable, POL, 2002
- L'Impubliable Aventure du sergent Le Borgne, POL, 2004

## Cinéma
- 1966 : L'Accompagnement de Jean-André Fieschi — scénariste et acteur

## Sur quelques ouvrages

### Une histoire illisible
La maison avait un corps. Elle avait des mains, des yeux. (incipit, p. 7). Une maison vacante, avec jardin, à proximité de champs d'orangers, citronniers, abricotiers, dans une campagne à terre rouge. En juillet, un jeune homme s'installe, s'acclimate, vite rejoint par deux blondeurs. Un an plus tard, la jeune femme part. Le père et la fillette partirent au début d'août. (p. 13), et la maison est démolie.
Des années plus tard (p. 13), au même endroit, un jeune homme, depuis des années, habite la nouvelle maison, seul, la restaure, l'explore. Mais Paul n'est pas là : il voyage (p. 23). Une carte postale de lui : À bientôt. La rencontre a lieu dans la splendeur d'un champ labouré gelé en surface. Ils vivent à deux, sans trop parler, à manger, jouer (dames, échecs, Memory). Paul explore la petite région à pied, à vélo. Bruno ne quitte presque pas son logis : l'ancienne maison le hante, l'habite, il la sent, l'écrit.
Ils décident de partir, pour une destination au hasard, au Memory, sur une photo d'un de leurs voyages passés. Avion, taxi, bus, taxi, mulet : Sud marocain, Timzit, Dar el Hamra, Bou Amrane, Tizi n'Imsal, Tigounimine. Diverses rencontres... Une caravane passe, vers le désert, ils y sont invités par le Maître, à dos d'âne(s), guidés par Hamid, à cheval, précédés par le Maître et l'Amazone, à dromadaire : hauts plateaux désertiques, vallées, douars. Le Maître de la caravane fait un détour pour un hamda, lac éphémère, près d'un ancien mellah abandonné, arrêt caravanier désolé, où survit le très vieux Schlomo, assisté du très jeune Iggui : repas, vin rouge, paroles... Schlomo raconte : Une boîte à fond multiple (p. 147).
Le jeune Hamid, toujours sur son cheval noir, raccompagne un autre européen, dessinateur, vers Tinezguit, le Bureau du Lieutenant. Puis c'est Tzeert, Dar el Hamra, Taourirt, bus, taxi, avion, la Capitale. À Paris, Denis illustre des livres de contes pour enfants, réinvente les hauts plateaux, loge avec Jenna : Quelque chose a changé. Tu n'es plus le même (p. 173). Il s'installe chez des amis, seul, dans une maison dans le rocher, avec cave, dans le sud, au creux d'un vallon. Après un retour à Paris, une nouvelle compagne (Kay), il revient à la maison dans le rocher l'été suivant, reçoit une carte de Paul (À bientôt.) Denis le reçoit. Ils voyagent à deux : port, mellah, Bureau, piste, Foum el Drâa, Taourirt.
De retour à Paris (p. 224), Denis rencontre une autre cinéphile, Maë. Une maison les attend, isolée au bord d'un chemin de terre, et bordée d'oliviers, de cyprès... (p. 24). Une enfant naît, blonde comme sa mère. Puis, il les quitte, loue une maison, s'y installe, les attend...